# Wouter Wippert

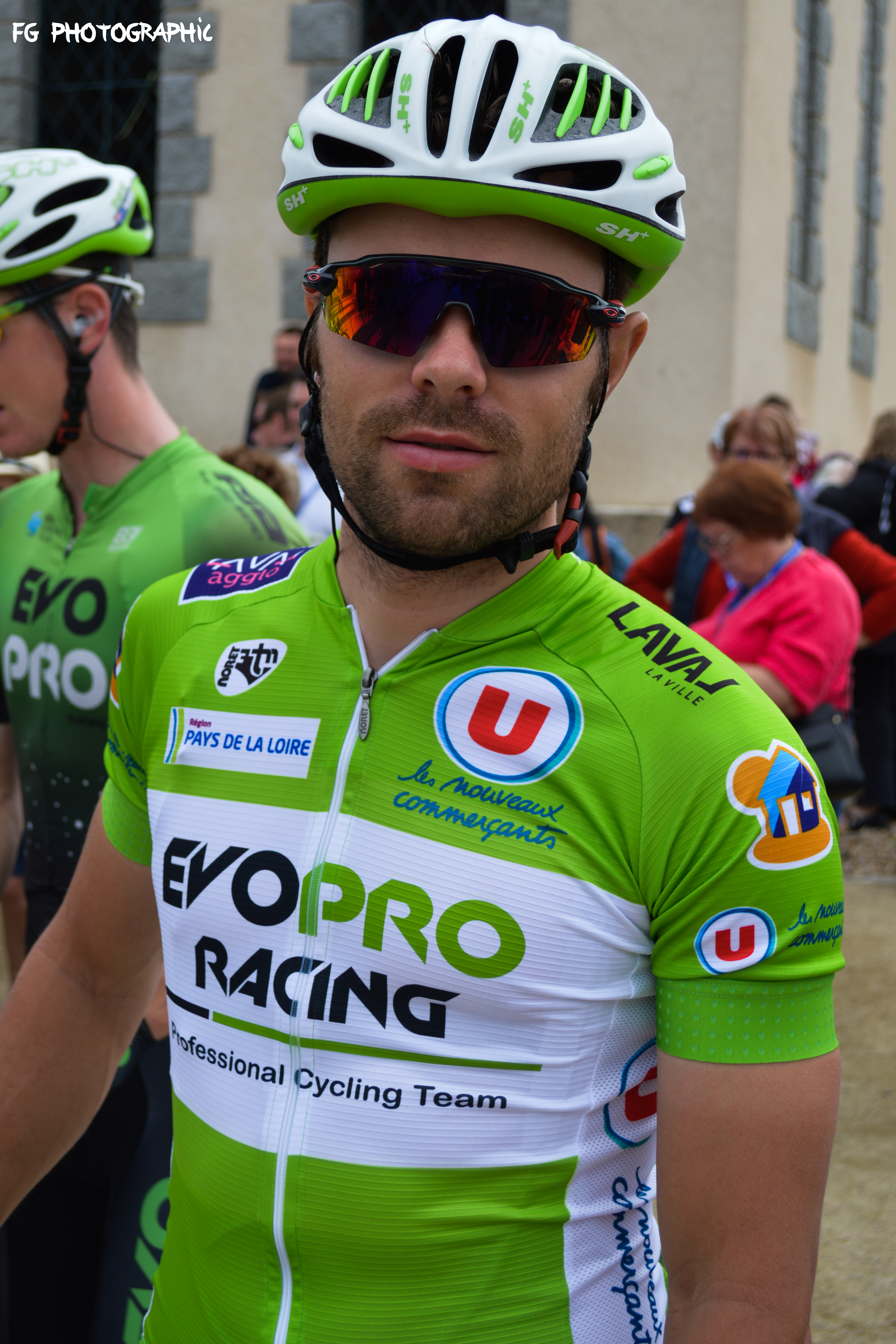
Wouter WIPPERT portant le maillot vert des Boucles de Mayenne 2019

Wouter Wippert est un coureur cycliste néerlandais, né le 14 août 1990. Coureur rapide au sprint, il compte 22 victoires UCI, dont une étape du Tour Down Under 2015.

## Biographie
En 2014, Wouter Wippert devient coureur professionnel au sein de l'équipe australienne Drapac. En début d'année, il gagne deux étapes de la New Zealand Cycle Classic. Il obtient six succès en Asie durant cette saison. Il gagne ainsi des étapes du Tour de Taïwan, du Tour du Japon, du Tour de Kumano, du Tour de Chine II. Il s'impose par ailleurs sur la dernière étape du Tour de Hainan en fin de saison.
En janvier 2015, il se classe troisième de la People's Choice Classic et réalise un bon Tour Down Under, où il s'adjuge la dernière étape au sprint. Plus tard dans la saison, il gagne les première et la troisième étape du Tour de Taïwan. Il remporte également deux victoires au Tour de Corée.
Intéressée par son profil, l'équipe Cannondale dirigée par Jonathan Vaughters lui fait signer un contrat de deux ans au deuxième semestre 2015.
En 2018, il quitte le World Tour et rejoint l'équipe néerlandaise Roompot-Nederlandse Loterij. Au deuxième semestre, il s'impose au sprint sur le Circuit Mandel-Lys-Escaut, devant Herman Dahl et Justin Jules. En 2019, il court en troisième division pour EvoPro Racing, avec qui, il remporte deux étapes de  Belgrade-Banja Luka et la cinquième étape du Tour de Hongrie. Sans contrat pour 2020, il arrête sa carrière à 29 ans.

## Palmarès
- 2007
  - 1re et 4e étapes de l'Acht van Bladel
  - 3e de la Ronde des vallées
- 2010
  - Omloop van de Grensstreek
  - 7e étape du Tour de Slovaquie
- 2011
  - 2e étape du Tour de Berlin
  - 1re, 3e et 4e étapes du Tour de Namur
  - 2e étape du Tour de l'Avenir
  - 7e du championnat du monde sur route espoirs
- 2012
  - 3e étape du Triptyque des Monts et Châteaux
  - 2e étape du Tour de Navarre
  - 2e de Bruxelles-Zepperen
  -  Médaillé de bronze du championnat d'Europe sur route espoirs
  - 3e du Grand Prix de la ville de Zottegem
  - 9e du championnat du monde sur route espoirs
- 2013
  - 1re étape du Tour de Namur
  - 2e du Tour de Hollande-Septentrionale
  - 2e du Grand Prix Jean-Pierre Monseré
- 2014
  - 2e et 4e étapes de la New Zealand Cycle Classic
  - 3e étape du Tour de Taïwan
  - 2e étape du Tour du Japon
  - 1re et 3e étapes du Tour de Kumano
  - 4e étape du Tour de Chine II
  - 9e étape du Tour de Hainan
- 2015
  - 6e étape du Tour Down Under
  - 1re et 3e étapes du Tour de Taïwan
  - 1re et 6e étapes du Tour de Corée
  - 3e de la People's Choice Classic
- 2016
  - 1re étape du Czech Cycling Tour (contre-la-montre par équipes)
  - 2e du championnat des Pays-Bas sur route
  - 2e de la Heistse Pijl
- 2017
  - Circuit du Pays de Waes
  - 2e et 4e étapes du Tour d'Alberta
  - 2e du championnat des Pays-Bas sur route
  - 2e de la Veenendaal-Veenendaal Classic
  - 5e de la RideLondon-Surrey Classic
- 2018
  - Circuit Mandel-Lys-Escaut
  - 2e de la Heistse Pijl
  - 2e de la Veenendaal-Veenendaal Classic
- 2019
  - 2e et 3e étapes de Belgrade-Banja Luka
  - 5e étape du Tour de Hongrie

## Classements mondiaux
| Année            | 2010 | 2011 | 2012 | 2013 | 2014 | 2015 | 2016 | 2017 | 2018 |
| ---------------- | ---- | ---- | ---- | ---- | ---- | ---- | ---- | ---- | ---- |
| UCI World Tour   |      |      |      |      |      |      | 217e | 152e |      |
| UCI Europe Tour  | 541e | 268e | 86e  | 111e | nc   |      | 138e | 281e | 86e  |
| UCI Asia Tour    |      |      |      |      | 13e  | 18e  |      |      |      |
| UCI America Tour |      |      |      |      |      | 51e  |      | 120e |      |
| UCI Oceania Tour |      |      |      |      | 13e  |      |      |      |      |